# Ambovombe Afovoany
Ambovombe Afovoany est une commune rurale malgache située dans la partie sud-ouest de la région d'Amoron'i Mania. Elle est la capitale du district de Manandriana du nom d'un fleuve traversant la partie sud du district.

## Démographie
30000 habitants:en majorité masculins (dernier recensement:2011)

## Économie
Éleveurs et cultivateurs en général. Classée zone rouge pour cause de vols de bœufs et de meurtres malgré la présence d'une brigade de gendarmerie.

## Enseignement
Un CHB2, un lycée public, une école catholique (collège), un collège d'enseignement général, un lycée privé, deux écoles primaires publiques.
L'électricité : quatre heures par jour, eau courante au gré de la pluviosité.[réf. nécessaire]
Jour du marché : mercredi.
Reliée à Ambositra et Fianarantsoa : tous les jours par taxis-brousse.